# Leucochrysa (Leucochrysa) benoistina
Leucochrysa (Leucochrysa) benoistina is een insect uit de familie van de gaasvliegen (Chrysopidae), die tot de orde netvleugeligen (Neuroptera) behoort. 
Leucochrysa (Leucochrysa) benoistina is voor het eerst wetenschappelijk beschreven door Navás in 1934.